# Граница (математика)
Вижте пояснителната страница за други значения на Граница.
Граница в математиката е стойността, до която дадена функция или числова редица се доближава, когато аргументът се доближава до някаква стойност. Границите са важна част от математическия анализ и се използват за определяне на непрекъснатост, производни и интеграли.
Формулата за граница на функция обикновено се записва по следния начин:
{\displaystyle \lim _{x\to c}f(x)=L},
и се чете: границата на f от x, когато x се доближава до c, е равна на L. Фактът, че функцията f се доближава до лимита L, когато x се доближава до c, понякога се записва със стрелка, например:
{\displaystyle f(x)\to L{\text{ as }}x\to c.}

## Граница на функция
| Винаги, когато точка x е в δ от c, f(x) е в ε единици от L. |  | За всяко x > S, f(x) е в ε на L. |
| Винаги, когато точка x е в δ от c, f(x) е в ε единици от L. |  | За всяко x > S, f(x) е в ε на L. |

Нека {\displaystyle f} да е реална функция, а {\displaystyle c} – реално число. Интуитивно, записът
{\displaystyle \lim _{x\to c}f(x)=L}
означава, че {\displaystyle f(x)} може да бъде много близо до {\displaystyle L}, като доближим {\displaystyle x} достатъчно близо до {\displaystyle c}. В този случай, по-горното уравнение се чете по следния начин: „границата на {\displaystyle f}от {\displaystyle x}, когато {\displaystyle x} клони към {\displaystyle c}, е {\displaystyle L}“.
През 1821 г. Огюстен Луи Коши, следван от Карл Вайерщрас, формализира дефиницията на границата на функция, която става известна като (ε, δ)-дефиниция на граница. Дефиницията използва ε (малка буква епсилон в гръцката азбука), за да обозначи кое да е малко положително число, така че „{\displaystyle f(x)}да се доближи до {\displaystyle L}“ да означава, че {\displaystyle f(x)}лежи в интервала {\displaystyle (L-\epsilon ,L+\epsilon )}, което може да се запише и със знака за абсолютна стойност – {\displaystyle |f(x)-L|<\epsilon }. Тогава изказът „когато {\displaystyle x} клони към {\displaystyle c}“ индикира, че се отнасяме към стойностите на {\displaystyle x}, чието разстояние от {\displaystyle c} е по-малко от някое положително число δ (малка буква делта от гръцката азбука), т.е. стойностите на {\displaystyle x} при {\displaystyle (c-\delta ,c)} или {\displaystyle (c,c+\delta )}, може да се изрази с {\displaystyle 0<|x-c|<\delta }. Първото неравенство означава, че разстоянието между {\displaystyle x} и {\displaystyle c} е по-голямо от {\displaystyle 0} и, че {\displaystyle x\neq c}, а следващото неравенство показва, че {\displaystyle x} е на разстояние {\displaystyle \delta } от {\displaystyle c}.
Горната дефиниция на лимита е вярна, дори ако {\displaystyle f(c)\neq L}. Функцията {\displaystyle f} не е необходимо да бъде дефинирана при {\displaystyle c}.
Например, ако
{\displaystyle f(x)={x^{2}-1 \over x-1}}
то тогава {\displaystyle f(1)} не е дефинирана (виж делене на нула), но когато {\displaystyle x} се доближава до 1, {\displaystyle f(x)} се доближава до 2:
| f(0.9) | f(0.99) | f(0.999) | f(1.0)           | f(1.001) | f(1.01) | f(1.1) |
| 1.900  | 1.990   | 1.999    | ⇒ недефинирана ⇐ | 2.001    | 2.010   | 2.100  |

Граница се въвежда и ако директното пресмятане на стойността на функция в разглеждана точка води до неопределеност от типа 0/0. Например директното пресмятяне на стойността на функцията
{\displaystyle {\frac {\sin x}{x}}}
за {\displaystyle x=0} води до резултат 0/0, който не е еднозначно дефиниран. Но ако изчислим стойността на същата функция за стойности на {\displaystyle x}, близки до 0, например 0,0001, ще получим 1, т.е.
{\displaystyle \lim _{\Delta x\rightarrow 0}f(x)=1}.

### Лява и дясна граница на функция
В много случаи независимата променлива х клони към х0 чрез растящи редици от стойности, т.е. отляво, или чрез намаляващи редици от стойности, т.е. отдясно. Получените граници в тези случаи се наричат лява и дясна граница на функцията в зависимост от това дали аргументът остава съответно по-малък, или по-голям от стойността, към която клони. Бележат се със:
{\displaystyle \lim _{x\rightarrow x_{0}-}f(x)} за лява граница и
{\displaystyle \lim _{x\rightarrow x_{0}+}f(x)} за дясна граница.
Лява и дясна граница се определят в случаите, когато тези две стойности са различни – тогава функцията е прекъсната в дадената точка. Например лявата и дясната граница на функцията {\displaystyle tgx} при {\displaystyle x}, клонящо към {\displaystyle 90^{\circ }}, са съответно {\displaystyle +\infty ;-\infty }.

### Неистинска граница на функция
Казва се, че функцията {\displaystyle f(x)} има неистинска граница {\displaystyle +\infty } или {\displaystyle -\infty }, ако за всяко произволно голямо число {\displaystyle C>0} съществува такова число {\displaystyle \delta (''C'')>0}, че за всички {\displaystyle x}, за които {\displaystyle 0<|x-a|<\delta }, е изпълнено неравенството {\displaystyle f(x)>C}, съответно f(x) < -C{\displaystyle f(x)<-C}. Означава се:
{\displaystyle \lim _{x\rightarrow a}f(x)=+\infty ;}, {\displaystyle \lim _{x\rightarrow a}f(x)=-\infty }.

### Поведение на функциите в безкрайността
Поведението на дадена функция {\displaystyle f(x)}за много големи положителни и много малки отрицателни стойности на аргумента {\displaystyle x} се определя със следните дефиниции:
Казва се, че
{\displaystyle \lim _{x\rightarrow \infty }f(x)=A,} и съответно {\displaystyle \lim _{x\rightarrow -\infty }f(x)=A,}
ако за произволно отнапред дадено {\displaystyle \epsilon >0}съществува такова достатъчно голямо {\displaystyle x_{0}>0}, че {\displaystyle |f(x)-A|<\epsilon } за всички {\displaystyle x>x_{0}} или съответно за всички {\displaystyle x<-x_{0}}.

### Основни теореми
Границите на съставни функции могат да се изчисляват въз основа на няколко теореми, свързващи границите на съставната функция с границите на съставляващите я функции. Така ако функциите {\displaystyle f(x)} и {\displaystyle g(x)} имат граница при {\displaystyle x\to a}, то:
Теорема 1: {\displaystyle \lim _{x\to a}\left[f(x)\pm g(x)\right]=\lim _{x\to a}f(x)\pm \lim _{x\to a}g(x)}
Теорема 2: {\displaystyle \lim _{x\to a}\left[f(x)\ .g(x)\right]=\lim _{x\to a}f(x)\ .\lim _{x\to a}g(x)}
Теорема 3: {\displaystyle \lim _{x\to a}{\frac {f(x)}{g(x)}}={\frac {\displaystyle \lim _{x\to a}f(x)}{\displaystyle \lim _{x\to a}g(x)}}} където {\displaystyle g(x)\neq 0}.
Следствие 1: {\displaystyle \lim _{x\to a}\left[k\ .f(x)\right]=k\ .\lim _{x\to a}f(x)}, където {\displaystyle k} е константа.
Следствие 2: {\displaystyle \lim _{x\to a}{\left[f(x)\right]}^{n}={\left[\lim _{x\to a}f(x)\right]}^{n}}, където {\displaystyle n} е цяло положително число
При тези изчисления границите на съставната функция могат да бъдат неопределени, при което са възможни няколко вида неопределеност (недефинирано аритметично действие):
- Неопределеност от вида {\displaystyle \ {\frac {0}{0}}\ }: Тя се получава от Теорема 3, ако {\displaystyle \lim _{x\to a}f(x)=0} и {\displaystyle \lim _{x\to a}g(x)=0}.
- Неопределеност от вида {\displaystyle \ {\frac {\infty }{\infty }}\ }: Тя се получава от Теорема 3, ако {\displaystyle \lim _{x\to a}f(x)=\infty } и {\displaystyle \lim _{x\to a}g(x)=\infty }.
- Неопределеност от вида {\displaystyle \ \infty -\infty \ }: Тя се получава от Теорема 1, ако {\displaystyle \lim _{x\to a}f(x)=+\infty } и {\displaystyle \lim _{x\to a}g(x)=+\infty }, то: {\displaystyle \lim _{x\to a}\left[f(x)+g(x)\right]=+\infty }, но {\displaystyle \lim _{x\to a}\left[f(x)-g(x)\right]} може както да съществува, така и да не съществува.
- Неопределеност от вида {\displaystyle 0\ .\infty }: Тя се получава от Теорема 2, ако {\displaystyle \lim _{x\to a}f(x)=0} и {\displaystyle \lim _{x\to a}g(x)=\infty }

## Граница на числова редица
Граница на дадена числова редица {\displaystyle (a_{n})} е число {\displaystyle l} точно тогава, когато за всяко произволно малко положително число {\displaystyle \epsilon >0} може да се намери такова число N(ε), че всички членове аn на редицата с номера n > N(ε) да попадат в интервала (l – ε, l + ε), т.е. да е изпълнено |an – l| < ε за всички n > N(ε).
{\displaystyle \lim _{n\to \infty }a_{n}=l.}
С формализма на математическата логика това се записва по следния начин:
{\displaystyle \forall \epsilon >0,\exists N(\epsilon )\in \mathbb {N} \,:\,\forall n>N(\epsilon ),\|a_{n}-l\|<\epsilon .}
Еквивалентно, но по-интуитивно определение е следното: Дадено число {\displaystyle l} е граница на числовата редица {\displaystyle (a_{n})}, ако всяка околност („всяка околност“ е интервалът {\displaystyle (l-\epsilon ,l+\epsilon )} за произволно {\displaystyle \epsilon >0}) съдържа всички членове на редицата с изключение на краен брой.
Ако дадена числова редица притежава граница, тогава редицата се нарича сходяща. В противен случай тя е разходяща. Понякога сходяща числова редица с граница нула се нарича нулева или безкрайно малка редица.
Например границата на редицата
{\displaystyle 1,{\frac {1}{2}},{\frac {1}{3}},...,{\frac {1}{n}},...}
при n, клонящо към безкрайност (бележи се n → ∞), е 0, тъй като колкото повече
n расте, толкова повече {\displaystyle {\frac {1}{n}}} намалява (и все повече се доближава до 0).
Редицата {\displaystyle 1,-1,1,...,(-1)^{n-1},...} няма граница, понеже има две точки на сгъстяване: -1 и +1. За нито една от тези точки не е изпълнено условието „Всяка околност съдържа всички членове на редицата освен някакъв краен брой“, понеже съществуват две точки, всяка околност на които съдържа безкраен брой членове на редицата: -1 и 1. Редицата е ограничена и отгоре, и отдолу, т.е. съгласно теоремата на Болцано – Вайерщрас съществуват две числови редици: а_{2n} (всички четни членове на редицата) и а_{2n+1} (всички нечетни членове на редицата), които са сходящи: границите им са съответно +1 и -1.

### Свойства на границите на редици
- Ако редиците (an), (bn) и (cn) са сходящи и клонят съответно към a, b, c, то

{\displaystyle \lim _{n\to \infty }(a_{n}+b_{n})=\lim _{n\to \infty }a_{n}+\lim _{n\to \infty }b_{n}.}
{\displaystyle \lim _{n\to \infty }(a_{n}-b_{n})=\lim _{n\to \infty }a_{n}-\lim _{n\to \infty }b_{n}.}
{\displaystyle \lim _{n\to \infty }(a_{n}.b_{n})=\lim _{n\to \infty }a_{n}.\lim _{n\to \infty }b_{n}.}
{\displaystyle \lim _{n\to \infty }{\frac {a_{n}}{b_{n}}}={\frac {\lim _{n\to \infty }a_{n}}{\lim _{n\to \infty }b_{n}}}.}
за bn ≠ 0 и {\displaystyle \lim _{n\to \infty }b_{n}} ≠ 0.
{\displaystyle \lim _{n\to \infty }ca_{n}=c\lim _{n\to \infty }a_{n}} за c = const.
{\displaystyle \lim _{n\to \infty }(c_{1}a_{n}+c_{2}b_{n})=c_{1}\lim _{n\to \infty }a_{n}+c_{2}\lim _{n\to \infty }b_{n}}
при с1 = const, c2 = const.
{\displaystyle \lim _{n\to \infty }\log _{b}a_{n}=log_{b}a} при b > 0, a > 0, b ≠ 1.
{\displaystyle \lim _{n\to \infty }{a_{n}}^{p}=a^{p}} при а > 0 и произволно р.

### Основни теореми за граници на редици
- Всяка сходяща числова редица е ограничена, но не всяка ограничена числова редица е сходяща.
- Границата на всяка сходяща числова редица е еднозначно определена. Тя не може да има две различни граници.
- Ако за всички членове на сходящата редица (аn) при {\displaystyle n\geq n_{0}} са изпълнени неравенствата {\displaystyle A\leq a_{n}\leq B,} то тези неравенства са изпълнени и за границата а на редицата: {\displaystyle A\leq a\leq B.}
- Ако {\displaystyle a_{n},b_{n},c_{n}} са три сходящи редици, такива че {\displaystyle \lim _{n\to \infty }a_{n}=\lim _{n\to \infty }c_{n}=d} и {\displaystyle a_{h}\leq b_{h}\leq c_{h}}{\displaystyle \forall h}, то {\displaystyle \lim _{n\to \infty }b_{n}=d}.